# 市町村
市町村（しちょうそん）は、日本の基礎的な地方公共団体である「市（し、英語：City）」「町（まち/ちょう、英語：Town）」「村（むら/そん、英語：Village）」の総称。市町村は、市町村を包括する広域の地方公共団体である都道府県（とどうふけん）とともに、地方自治法において普通地方公共団体と定められている。

市町村は、特別地方公共団体である東京都区部（特別区）とともに、日本の基礎的な地方公共団体である。市町村と特別区を合わせて、一般的に市区町村（しくちょうそん）または市町村区（しちょうそんく）というが、特別区（東京都23区）が中心部であることから、東京都では公的に区市町村（くしちょうそん）という。
2018年（平成30年）10月1日（福岡県筑紫郡那珂川町を那珂川市とする処分）以降の市町村及び特別区の数は、下表のとおりである。平成の大合併が行われる前の1999年（平成11年）3月31日時点の数と比較すると、半分強にまで減少している。
| 基礎自治体 | 基礎自治体 | 基礎自治体 | 2018年10月1日 | （1999年3月31日） |
| ---------- | ---------- | ---------- | ------------- | ----------------- |
|            |            | 市         | 792           | （670）           |
| 町         | 743        | （1,994）  |               |                   |
| 村         | 183        | （568）    |               |                   |
| 市町村計   | 市町村計   | 1,718      | （3,232）     |                   |
| 特別区     | 特別区     | 23         | （23）        |                   |
| 総計       | 総計       | 総計       | 1,741         | （3,255）         |

地方自治法は、以下で条名だけ記載する。

## 統計と一覧

### 都道府県の区域内の市町村の数
総務省のまとめに基づく市町村の数を以下に示す。なお2023年3月現在、最新の市町村の廃置分合は2014年4月5日、最新の町村を市とする処分は2018年10月1日、最新の市町村の名称の変更は2019年5月1日である。
| 都道府県 | 都道府県 | 基礎的な地方公共団体の数 | 基礎的な地方公共団体の数 | 基礎的な地方公共団体の数 | 基礎的な地方公共団体の数 | 基礎的な地方公共団体の数 | 基礎的な地方公共団体の数 |
| 都道府県 | 都道府県 | 市町村の数               | 市                       | 町                       | 村                       | 特別区                   | 基礎的な地方公共団体の数 |
| -------- | -------- | ------------------------ | ------------------------ | ------------------------ | ------------------------ | ------------------------ | ------------------------ |
| 北海道   |          | 179                      | 35                       | 129                      | 15                       | 0                        | 179                      |
| 青森県   |          | 40                       | 10                       | 22                       | 8                        | 0                        | 40                       |
| 岩手県   | 33       | 14                       | 15                       | 4                        | 0                        | 33                       |                          |
| 宮城県   | 35       | 14                       | 20                       | 1                        | 0                        | 35                       |                          |
| 秋田県   | 25       | 13                       | 9                        | 3                        | 0                        | 25                       |                          |
| 山形県   | 35       | 13                       | 19                       | 3                        | 0                        | 35                       |                          |
| 福島県   | 59       | 13                       | 31                       | 15                       | 0                        | 59                       |                          |
| 茨城県   |          | 44                       | 32                       | 10                       | 2                        | 0                        | 44                       |
| 栃木県   | 25       | 14                       | 11                       | 0                        | 0                        | 25                       |                          |
| 群馬県   | 35       | 12                       | 15                       | 8                        | 0                        | 35                       |                          |
| 埼玉県   | 63       | 40                       | 22                       | 1                        | 0                        | 63                       |                          |
| 千葉県   | 54       | 37                       | 16                       | 1                        | 0                        | 54                       |                          |
| 東京     | 39       | 26                       | 5                        | 8                        | 23                       | 62                       |                          |
| 神奈川   | 33       | 19                       | 13                       | 1                        | 0                        | 33                       |                          |
| 新潟県   |          | 30                       | 20                       | 6                        | 4                        | 0                        | 30                       |
| 富山県   | 15       | 10                       | 4                        | 1                        | 0                        | 15                       |                          |
| 石川県   | 19       | 11                       | 8                        | 0                        | 0                        | 19                       |                          |
| 福井県   | 17       | 9                        | 8                        | 0                        | 0                        | 17                       |                          |
| 山梨県   | 27       | 13                       | 8                        | 6                        | 0                        | 27                       |                          |
| 長野県   | 77       | 19                       | 23                       | 35                       | 0                        | 77                       |                          |
| 岐阜県   | 42       | 21                       | 19                       | 2                        | 0                        | 42                       |                          |
| 静岡県   | 35       | 23                       | 12                       | 0                        | 0                        | 35                       |                          |
| 愛知県   | 54       | 38                       | 14                       | 2                        | 0                        | 54                       |                          |
| 三重県   |          | 29                       | 14                       | 15                       | 0                        | 0                        | 29                       |
| 滋賀県   | 19       | 13                       | 6                        | 0                        | 0                        | 19                       |                          |
| 京都府   | 26       | 15                       | 10                       | 1                        | 0                        | 26                       |                          |
| 大阪府   | 43       | 33                       | 9                        | 1                        | 0                        | 43                       |                          |
| 兵庫県   | 41       | 29                       | 12                       | 0                        | 0                        | 41                       |                          |
| 奈良県   | 39       | 12                       | 15                       | 12                       | 0                        | 39                       |                          |
| 和歌山県 | 30       | 9                        | 20                       | 1                        | 0                        | 30                       |                          |
| 鳥取県   |          | 19                       | 4                        | 14                       | 1                        | 0                        | 19                       |
| 島根県   | 19       | 8                        | 10                       | 1                        | 0                        | 19                       |                          |
| 岡山県   | 27       | 15                       | 10                       | 2                        | 0                        | 27                       |                          |
| 広島県   | 23       | 14                       | 9                        | 0                        | 0                        | 23                       |                          |
| 山口県   | 19       | 13                       | 6                        | 0                        | 0                        | 19                       |                          |
| 徳島県   |          | 24                       | 8                        | 15                       | 1                        | 0                        | 24                       |
| 香川県   | 17       | 8                        | 9                        | 0                        | 0                        | 17                       |                          |
| 愛媛県   | 20       | 11                       | 9                        | 0                        | 0                        | 20                       |                          |
| 高知県   | 34       | 11                       | 17                       | 6                        | 0                        | 34                       |                          |
| 福岡県   |          | 60                       | 29                       | 29                       | 2                        | 0                        | 60                       |
| 佐賀県   | 20       | 10                       | 10                       | 0                        | 0                        | 20                       |                          |
| 長崎県   | 21       | 13                       | 8                        | 0                        | 0                        | 21                       |                          |
| 熊本県   | 45       | 14                       | 23                       | 8                        | 0                        | 45                       |                          |
| 大分県   | 18       | 14                       | 3                        | 1                        | 0                        | 18                       |                          |
| 宮崎県   | 26       | 9                        | 14                       | 3                        | 0                        | 26                       |                          |
| 鹿児島県 | 43       | 19                       | 20                       | 4                        | 0                        | 43                       |                          |
| 沖縄県   |          | 41                       | 11                       | 11                       | 19                       | 0                        | 41                       |
| 総計     | 総計     | 1718                     | 792                      | 743                      | 183                      | 23                       | 1741                     |

### 一覧
| 北海道 青森 岩手 宮城 秋田 山形 福島 茨城 栃木 群馬 埼玉 千葉 東京 神奈川 新潟 富山 石川 福井 山梨 長野 岐阜 静岡 愛知 三重 滋賀 京都 大阪 兵庫 奈良 和歌山 鳥取 島根 岡山 広島 山口 徳島 香川 愛媛 高知 福岡 佐賀 長崎 熊本 大分 宮崎 鹿児島 沖縄 |

### 村がなくなった都道府県
「市」と「町」は現在も全ての都道府県に存在するが、「村」は完全になくなった県が存在する。
1962年（昭和37年）に兵庫県、1970年（昭和45年）に香川県で最後まで残った村を町としたことにより村がなくなった。長らくこの2県が村がない県となっていたが、2004年（平成16年）の広島県を皮切りに、平成の大合併により11県で村がなくなった。その結果、村がない県は13県となった。
| 地方   | 地方     | 都道府県の名称            | 廃止日                    | 備考                     |
| ------ | -------- | ------------------------- | ------------------------- | ------------------------ |
|        | 関東地方 | 栃木県                    | 2006年（平成18年）3月20日 | 栗山村が新設合併         |
|        | 中部地方 | 石川県                    | 2005年（平成17年）3月1日  | 柳田村が新設合併         |
| 福井県 | 中部地方 | 2006年（平成18年）3月3日  | 名田庄村が新設合併        |                          |
| 静岡県 | 中部地方 | 2005年（平成17年）7月1日  | 龍山村が編入合併          |                          |
|        | 近畿地方 | 三重県                    | 2006年（平成18年）1月10日 | 鵜殿村・宮川村が新設合併 |
| 滋賀県 | 近畿地方 | 2005年（平成17年）1月1日  | 朽木村が新設合併          |                          |
| 兵庫県 | 近畿地方 | 1962年（昭和37年）4月1日  | 阿閇村が町制施行          |                          |
|        | 中国地方 | 広島県                    | 2004年（平成16年）11月5日 | 豊松村が新設合併         |
| 山口県 | 中国地方 | 2006年（平成18年）3月20日 | 本郷村が新設合併          |                          |
|        | 四国地方 | 香川県                    | 1970年（昭和45年）2月15日 | 財田村が町制施行         |
| 愛媛県 | 四国地方 | 2005年（平成17年）1月16日 | 朝倉村と関前村が新設合併  |                          |
|        | 九州地方 | 佐賀県                    | 2006年（平成18年）3月20日 | 脊振村が新設合併         |
| 長崎県 | 九州地方 | 2005年（平成17年）10月1日 | 大島村が新設合併          |                          |

## 歴史
1889年（明治22年）、府県制などと並ぶ明治憲法下の地方制度として、北海道・沖縄県などを除く本土に市制及町村制（明治21年法律第1号）が施行された。これらは地方公共団体としての市および町村を対象とした法律で、地方における行政事務と警察事務の執行のために、地方官官制（明治19年勅令第54号）が別に定められた。
1911年（明治44年）には市制（明治44年法律第68号）と町村制（明治44年法律第69号）に分けられ、その後も大きな改正が行われている。
1947年（昭和22年）の地方自治法制定に伴い廃止されたが、現在でも「町（村）が市となる処分」のことを「市制施行」というのはこの名残である。
2015年国勢調査の時点では、日本の総人口の91%が市に居住し、残り9%が町村に住む。面積比では57%が市、43%が町村である。人口比における市の割合は、昭和の大合併と都市化の進展を経て、終戦直後1947年の33%から2000年の79%に漸増した。一方平成の大合併を経る2000年からの15年間では、面積比において7割を超えていた町村の割合が減り市の割合が倍増したほか、人口比における町村の割合はおよそ3分の1に減少した。
|  | 現在、技術上の問題で一時的にグラフが表示されなくなっています。 |

|  | 現在、技術上の問題で一時的にグラフが表示されなくなっています。 |

|  | 現在、技術上の問題で一時的にグラフが表示されなくなっています。 |

|  | 現在、技術上の問題で一時的にグラフが表示されなくなっています。 |

|  | 現在、技術上の問題で一時的にグラフが表示されなくなっています。 |

|  | 現在、技術上の問題で一時的にグラフが表示されなくなっています。 |

### 市町村合併の歴史
1950年（昭和25年）以降のものは、以下の各ページに一覧形式で掲載。
それ以前のものは、カテゴリ:日本の郡以下の各郡の項目（郡に属していない東京都島嶼部を除く）、あるいは各市町村などの項目を参照。

## 要件

### 市となる要件
町村が市となるためには、以下の要件を満たさなければならない（8条第1項）。
- 人口5万人以上。但し、1965年（昭和40年）以降は、市町村の合併の特例に関する法律（平成16年法律第59号の新法では第7条）の規定が適用されれば3万人以上。
- 中心的市街地に全戸数の6割以上がある。
- 商工業その他の都市的な業態に従事する者およびそれと同一世帯に属する者の数が全人口の6割以上。
- 当該都道府県の条例で定める都市的施設その他の都市的要件を備えている。

### 町となる要件
村が町となるためには、その村の属する都道府県が条例で定める各要件（人口、連坦戸数あるいは連坦率、必要な官公署等、産業別就業人口割合等）を具備する必要がある（8条2項）。人口要件は、5,000人とする県が最も多く、次いで8,000人とする府県が多い。
なお、村の要件については特段の定めはない。町となる条件を満たしていなければ、自動的に村となる。

### 町となるための人口要件
| 下限       | 都道府県（※村の有無は、2010年/平成22年現在） | 都道府県（※村の有無は、2010年/平成22年現在） |
| 下限       | 村あり | 村なし                                       |
| ---------- | --- | -------------------------------------------- |
| 1万5,000人 | | 栃木県                                       |
| 1万0,000人 | 岩手県・ 群馬県・ 東京・ 新潟県 | 福井県・ 香川県                              |
| 8,000人    | 青森県・ 山形県・ 福島県・ 長野県・ · 大阪府・ 奈良県・ 島根県・ 高知県・ · 大分県・ 沖縄県                                                                        | 石川県・ 静岡県                              |
| 7,000人    | | 佐賀県                                       |
| 5,000人    | 北海道・ 宮城県・ 秋田県・ 茨城県・ · 埼玉県・ 千葉県・ 神奈川・ 山梨県・ · 岐阜県・ 愛知県・ 京都府・ 和歌山県・ · 徳島県・ 福岡県・ 熊本県・ 宮崎県・ · 鹿児島県 | 三重県・ 滋賀県・ 山口県・ 愛媛県            |
| 4,000人    | 鳥取県 | 広島県・ 長崎県                              |
| 3,000人    | 富山県・ 岡山県 | 兵庫県                                       |

原則として単独町制の場合であり、合併促進のために特例を設けている都道府県もある。

### 市・町への移行
町・村が市に、または村が町になるためには、関係市町村の申請に基づいて都道府県知事が都道府県議会の議決を経て決定し、直ちに総務大臣に届け出る（8条3項）。
移行は義務ではない。たとえば茨城県美浦村と東海村は、いずれも町となる要件（茨城県の人口要件は5000人）を満たしているが、町にはなっていない。

### 廃置分合等による「移行」
町、村を廃し、同時に市または町を新設すれば、町、村から市または町に「移行」したように見える。しかしこの場合、たとえ（「市」「町」「村」部分を除いた）名前が同じでも、旧町・村と新市・町は別個の地方公共団体であり、法人格は連続していない。
実際には廃置分合（合体・編入、いわゆる市町村合併）などによってこのようなケースが生じるが、新設自治体が市や町の要件を満たしていてもそれを選択するのは義務ではない。平成の大合併で初の「村」の新設となった熊本県南阿蘇村は、旧3村の合併によって町となる人口要件（5000人）の倍以上の人口を有しながら、阿蘇山南郷谷の自然環境や農村のイメージを重視して村であることを積極的に選択した。

### 町・村への「降格」

#### 移行による「降格」
市への移行後にその要件を満たさなくなった市が町や村に、または町への移行後に要件を満たさなくなった町が村になる場合も、前述の市・町への移行と同様の手続きを取る（8条3項）。市が町や村に、または町が村になれば、一部の業務を都道府県の管轄に移管することができる。これにより負担が軽くなるメリットが見込めるが、一方で業務軽減に応じて地方交付税の交付額が減額されたり、職員の名刺や印刷物の表記変更などの事務量が発生するデメリットがある。
地方自治法上、市町村間に「格」の違いや上下関係は存在しない。従って「降格」や「昇格」といった概念もないが、市が町・村よりも格上、町が村よりも格上と感じる意識は住民の間に存在している。こうしたことから、住民や職員のモチベーション、地元への愛着、イメージ等に与える負の影響を避けるため、そもそも町や村への移行が検討されることもまずなく、2019年（令和元年）現在まで行われた例は一つもない。たとえば、ピーク時には人口約4万6000人を数えた北海道歌志内市は、後の過疎化によって町となる人口要件（5000人）をも下回っているが、村にはなっておらず、深刻な財政難に陥り2006年（平成18年）に町への移行が本格的に検討された北海道夕張市でも結局選択されなかった。

#### 廃置分合等による「降格」
市または町を廃し、同時に町または村を新設すれば、市または町から町または村に「降格」したように見える。しかしこの場合、たとえ（「市」「町」「村」部分を除いた）名前が同じでも、旧市・町と新町・村は別個の地方公共団体であり、法人格は連続していない。実際には他の廃置分合や境界変更を伴う場合にこのようなケースがあり、たとえば以下の例が挙げられる。
神奈川県渋谷町→渋谷村（現：大和市）
町域の一部が他市に編入され、残った町域で町が廃され同時に村が新設された。
長野県宮田町→駒ヶ根市→宮田村
他の自治体と合併して市となった後、再度分離独立して村が新設された。
「降格」が回避されたケースとしては、加美町がある。平成の大合併の際、宮城県加美郡では中新田町、小野田町、宮崎町、色麻町の4町が合併して加美市を作る構想があった。しかし、途中で色麻町が合併協議を離脱したため、合計人口が3万人を割り込んで市制の条件を満たさなくなり、さらに中心部の建物の密度が県条例で定める町の要件に満たなかったので、合併によって逆に村に「降格」するのではと取り沙汰された。市町村間に「格」の違いや上下関係は存在しないが、たとえば西日本新聞社のニュースでも「降格」「昇格」という用語が用いられたり、「残念」「みっともない話」とする市民の声が取り上げられていた。県条例を改正した結果、最終的に加美町として新設合併することとなった。

## 機能
市町村は、自治事務を行い、条例や規則などを制定する自治立法権などを持つ。

### 市・町・村での差
地方自治法上の取扱いについては、市・町・村と呼称を異にしながらもその間で大きな違いはない。むしろ呼称を同じくする市同士でも人口規模・行政能力には大きな差があるため、政令指定都市、中核市および特例市（2015年制度廃止、中核市制度に統合。ただし、経過措置あり）と細分化されて事務配分や行政区制度（政令市のみ）に関する特例が設けられ（252条の19、第252条の20）、他の一般の市や町村と大きく異なっている。
町村では条例で議会を置かず、これに代えて選挙権者の総会である町村総会を設けることができる（同法第94条、第95条）が、その実例はごくわずかである。過去に町村制の施行下における神奈川県足柄下郡芦之湯村（現在の箱根町）の事例と、地方自治法下における東京都八丈支庁管内宇津木村（現在の八丈町。八丈小島の項参照）の事例が報告されている。2006年（平成18年）に多重債務で財政再建団体への転落が危惧される長野県木曽郡王滝村で議案（議会決議で否決）として検討されたことがある。

### 北方領土の6村
ロシアが実効支配している北方領土には、日本の村が6ヶ村ある。ただし、日本の基礎自治体としては機能を喪失しており、戸籍に関する業務のみを根室市が代行している。

### 主な下部組織
市町村（特別区を含む。）の機関には、議決機関として議会が、執行機関として市町村長（特別区の区長を含む。）及び委員会及び委員を置く。町村は議会に代えて選挙権者全員による総会を置くことができる。市町村長及び議会の議員は、住民による選挙によって選出される。
- 市町村長（特別区の区長を含む。）
  - 補助機関
    - 副市町村長（特別区の副区長を含む。） - 内部組織
      - 支所、出張所、その他行政機関等及び地域自治区
      - 公の施設
      - 区又は総合区 - 区又は総合区の事務所 - 出張所 （指定都市に限る。）

    - 会計管理者 - 内部組織
    - 専門委員

  - 消防本部 - 消防署
  - 地方公営企業 - 管理者 - 内部組織
    - 水道事業、下水道事業、病院事業等
- 委員会及び委員
  - 教育委員会 - 事務局 - 幼稚園、小学校、中学校、図書館及び公民館等
  - 選挙管理委員会 - 事務局
  - 監査委員 - 事務局
  - 人事委員会又は公平委員会 - 事務局
  - 農業委員会 - 事務局
  - 固定資産評価審査委員会 - 事務局
- 附属機関
- 議会 - 事務局

## 地方公共団体たる「町」「村」及び町又は字たる「町」「村」
日本には、地方公共団体たる「町」「村」とは別に、その区域内（下位）に、集落あるいは都市内の街区群たる「町」「村」がある。後述を除きほとんどは、町若しくは字の名称である。住所を記す際「○○市○○町○○番地」などと、市町村の名称と番地の間のレベルとして指定される。
統計分野などで区別する場合には、前者を行政町や行政村、後者を町丁（ちょうちょう）などと呼ぶ場合がある。住民票などの住所表記として役所が公式に定めている例と、公式表記とは別に古くからなじみのある通称として宛名書きや地域行事などで使用される例（通称のほうで郵便番号区分が設定されている場合もある）とがある。
区画名の「町」は非常に多く、「村」は比較的少数である（村#地名に残る旧行政村を参照）。歴史的には江戸時代の町村に由来するものもあるが、長い間に廃置分合され単純な対応関係にないことがしばしばある。また、江戸時代の町村名は大字としても残っていることがある。
また、市町村の下部組織である地域自治区や合併特例区として「〜町」が設けられることがある。合併特例区は法人格を持ち、特別区と同じく特別地方公共団体で、多くの場合ごく最近まで独立した市町村だった。

## 「町」と「村」の読み方
「町」は「ちょう」か「まち」、「村」は「そん」か「むら」と読めるが、その読みは町村単位で明確に定められている。
基本的に「町」「村」の読み方は都道府県単位で固定化される傾向があるが、音訓の関係や慣例により少数の例外が存在する場合もある。
「町」の読み方についてはばらつきがあるが、関東地方の町は全て「まち」、近畿・四国地方の町は「ちょう」である。北海道と静岡県と山梨県を除く東日本は「まち」が多いが、特に岩手県と宮城県ではどちらが多数ともいえない割合で混在している。逆に、西日本は「ちょう」が多いという傾向があるが、九州では県単位でのばらつきがあり明確な法則があるわけではない。
「村」の読み方は鹿児島県を除き都道府県単位で固定化されている。東日本から近畿地方にかけては全て「むら」であるが、西日本の一部では「そん」となっており、19の村がある沖縄県は全て「そん」である。

### 「町」の読み（ちょう・まち）
※混在する例のうち、同じ読みが各都道府県における町の総数の概ね8割以上を占める場合は多数側の読みを示し、残りを例外として備考に表記した。また、個別に列記する場合は、多数側を上段にした。
| 地方     | 地方       | 都道府県名 | 読み                                                         | 備考                                                                                                 | 備考                                                         |
| -------- | ---------- | ---------- | ------------------------------------------------------------ | --- | ------------------------------------------------------------ |
|          | 北海道地方 | 北海道     | ちょう※                                                      | ※全129町中、128町。森町の1町のみが「まち」                                                           | ※全129町中、128町。森町の1町のみが「まち」                   |
|          | 東北地方   | 青森県     | まち※                                                        | ※全22町中、19町。おいらせ町・南部町・階上町の3町は「ちょう」                                         | ※全22町中、19町。おいらせ町・南部町・階上町の3町は「ちょう」 |
| 岩手県   | 東北地方   | 混在       | ちょう                                                       | 雫石町・紫波町・矢巾町・金ケ崎町・平泉町・住田町・大槌町・岩泉町・洋野町（9町）                      |                                                              |
| 岩手県   | 東北地方   | 混在       | まち                                                         | 葛巻町・岩手町・西和賀町・山田町・軽米町・一戸町（6町）                                              |                                                              |
| 宮城県   | 東北地方   | 混在       | まち                                                         | 美里町・加美町・松島町・七ヶ浜町・川崎町・村田町・大河原町・柴田町・丸森町・蔵王町・七ヶ宿町（11町） |                                                              |
| 宮城県   | 東北地方   | 混在       | ちょう                                                       | 利府町・大和町・大郷町・亘理町・山元町・女川町・色麻町・涌谷町・南三陸町（9町）                      |                                                              |
| 秋田県   | 東北地方   | 混在       | まち                                                         | 五城目町・八郎潟町・井川町・藤里町・羽後町・小坂町（6町）                                            |                                                              |
| 秋田県   | 東北地方   | 混在       | ちょう                                                       | 美郷町・三種町・八峰町（3町）                                                                        |                                                              |
| 山形県   | 東北地方   | まち※      | ※全19町中、18町。河北町の1町のみが「ちょう」                 | ※全19町中、18町。河北町の1町のみが「ちょう」                                                         |                                                              |
| 福島県   | 東北地方   | まち       | （全31町）                                                   | （全31町）                                                                                           |                                                              |
|          | 関東地方   | まち       | 茨城県                                                       | （全10町）                                                                                           | （全10町）                                                   |
| 栃木県   | 関東地方   | まち       | （全11町）                                                   | （全11町）                                                                                           |                                                              |
| 群馬県   | 関東地方   | まち       | （全15町）                                                   | （全15町）                                                                                           |                                                              |
| 埼玉県   | 関東地方   | まち       | （全22町）                                                   | （全22町）                                                                                           |                                                              |
| 千葉県   | 関東地方   | まち       | （全16町）                                                   | （全16町）                                                                                           |                                                              |
| 東京     | 関東地方   | まち       | （全5町）                                                    | （全5町）                                                                                            |                                                              |
| 神奈川   | 関東地方   | まち       | （全13町）                                                   | （全13町）                                                                                           |                                                              |
|          | 中部地方   | まち       | 新潟県                                                       | （全6町）                                                                                            | （全6町）                                                    |
| 富山県   | 中部地方   | まち       | （全4町）                                                    | （全4町）                                                                                            |                                                              |
| 石川県   | 中部地方   | 混在       | まち                                                         | 川北町・津幡町・内灘町・志賀町・中能登町・穴水町（6町）                                              |                                                              |
| 石川県   | 中部地方   | 混在       | ちょう                                                       | 宝達志水町・能登町（2町）                                                                            |                                                              |
| 福井県   | 中部地方   | ちょう     | （全8町）                                                    | （全8町）                                                                                            |                                                              |
| 山梨県   | 中部地方   | ちょう※    | ※全8町中、7町。富士河口湖町の1町のみが「まち」               | ※全8町中、7町。富士河口湖町の1町のみが「まち」                                                       |                                                              |
| 長野県   | 中部地方   | まち※      | ※全23町中、22町。阿南町の1町のみが「ちょう」                 | ※全23町中、22町。阿南町の1町のみが「ちょう」                                                         |                                                              |
| 岐阜県   | 中部地方   | ちょう     | （全19町）                                                   | （全19町）                                                                                           |                                                              |
| 静岡県   | 中部地方   | ちょう※    | ※全12町中、11町。森町の1町のみが「まち」                     | ※全12町中、11町。森町の1町のみが「まち」                                                             |                                                              |
| 愛知県   | 中部地方   | ちょう     | （全14町）                                                   | （全14町）                                                                                           |                                                              |
|          | 近畿地方   | ちょう     | 三重県                                                       | （全15町）                                                                                           | （全15町）                                                   |
| 滋賀県   | 近畿地方   | ちょう     | （全6町）                                                    | （全6町）                                                                                            |                                                              |
| 京都府   | 近畿地方   | ちょう     | （全10町）                                                   | （全10町）                                                                                           |                                                              |
| 大阪府   | 近畿地方   | ちょう     | （全9町）                                                    | （全9町）                                                                                            |                                                              |
| 兵庫県   | 近畿地方   | ちょう     | （全12町）                                                   | （全12町）                                                                                           |                                                              |
| 奈良県   | 近畿地方   | ちょう     | （全15町）                                                   | （全15町）                                                                                           |                                                              |
| 和歌山県 | 近畿地方   | ちょう     | （全20町）                                                   | （全20町）                                                                                           |                                                              |
|          | 中国地方   | ちょう     | 鳥取県                                                       | （全14町）                                                                                           | （全14町）                                                   |
| 島根県   | 中国地方   | ちょう※    | ※全10町中、9町。川本町の1町のみが「まち」                    | ※全10町中、9町。川本町の1町のみが「まち」                                                            |                                                              |
| 岡山県   | 中国地方   | ちょう     | （全10町）                                                   | （全10町）                                                                                           |                                                              |
| 広島県   | 中国地方   | ちょう     | （全9町）                                                    | （全9町）                                                                                            |                                                              |
| 山口県   | 中国地方   | ちょう     | （全6町）                                                    | （全6町）                                                                                            |                                                              |
|          | 四国地方   | ちょう     | 徳島県                                                       | （全15町）                                                                                           | （全15町）                                                   |
| 香川県   | 四国地方   | ちょう     | （全9町）                                                    | （全9町）                                                                                            |                                                              |
| 愛媛県   | 四国地方   | ちょう     | （全9町）                                                    | （全9町）                                                                                            |                                                              |
| 高知県   | 四国地方   | ちょう     | （全17町）                                                   | （全17町）                                                                                           |                                                              |
|          | 九州地方   | 福岡県     | まち※                                                        | ※全30町中、29町。遠賀町の1町のみが「ちょう」                                                         | ※全30町中、29町。遠賀町の1町のみが「ちょう」                 |
| 佐賀県   | 九州地方   | ちょう※    | ※全10町中、9町。江北町の1町のみが「まち」                    | ※全10町中、9町。江北町の1町のみが「まち」                                                            |                                                              |
| 長崎県   | 九州地方   | ちょう     | （全8町）                                                    | （全8町）                                                                                            |                                                              |
| 熊本県   | 九州地方   | まち※      | ※全23町中、20町。あさぎり町・山都町・氷川町の3町は「ちょう」 | ※全23町中、20町。あさぎり町・山都町・氷川町の3町は「ちょう」                                         |                                                              |
| 大分県   | 九州地方   | まち       | （全3町）                                                    | （全3町）                                                                                            |                                                              |
| 宮崎県   | 九州地方   | ちょう     | （全14町）                                                   | （全14町）                                                                                           |                                                              |
| 鹿児島県 | 九州地方   | ちょう     | （全20町）                                                   | （全20町）                                                                                           |                                                              |
|          | 沖縄地方   | ちょう     | 沖縄県                                                       | （全11町）                                                                                           | （全11町）                                                   |

### 「村」の読み（そん・むら）
村が1つも存在しない県は、表から省略した。
| 地方     | 地方       | 都道府県名           | 読み                 | 備考                  | 備考                 |
| -------- | ---------- | -------------------- | -------------------- | --------------------- | -------------------- |
|          | 北海道地方 | 北海道               | むら                 | （全15村）            | （全15村）           |
|          | 東北地方   | 青森県               | むら                 | （全8村）             | （全8村）            |
| 岩手県   | 東北地方   | （全5村）            | （全5村）            |                       |                      |
| 宮城県   | 東北地方   | ※大衡村の1村のみ     | ※大衡村の1村のみ     |                       |                      |
| 秋田県   | 東北地方   | （全3村）            | （全3村）            |                       |                      |
| 山形県   | 東北地方   | （全3村）            | （全3村）            |                       |                      |
| 福島県   | 東北地方   | （全15村）           | （全15村）           |                       |                      |
|          | 関東地方   | 茨城県               | むら                 | （全2村）             | （全2村）            |
| 群馬県   | 関東地方   | （全8村）            | （全8村）            |                       |                      |
| 埼玉県   | 関東地方   | ※東秩父村の1村のみ   | ※東秩父村の1村のみ   |                       |                      |
| 千葉県   | 関東地方   | ※長生村の1村のみ     | ※長生村の1村のみ     |                       |                      |
| 東京     | 関東地方   | （8村）              | （8村）              |                       |                      |
| 神奈川   | 関東地方   | ※清川村の1村のみ     | ※清川村の1村のみ     |                       |                      |
|          | 中部地方   | 新潟県               | むら                 | （全4村）             | （全4村）            |
| 富山県   | 中部地方   | ※舟橋村の1村のみ     | ※舟橋村の1村のみ     |                       |                      |
| 山梨県   | 中部地方   | （全6村）            | （全6村）            |                       |                      |
| 長野県   | 中部地方   | （全35村）           | （全35村）           |                       |                      |
| 岐阜県   | 中部地方   | （全2村）            | （全2村）            |                       |                      |
| 愛知県   | 中部地方   | （全2村）            | （全2村）            |                       |                      |
|          | 近畿地方   | 京都府               | むら                 | ※南山城村の1村のみ    | ※南山城村の1村のみ   |
| 大阪府   | 近畿地方   | ※千早赤阪村の1村のみ | ※千早赤阪村の1村のみ |                       |                      |
| 奈良県   | 近畿地方   | （全12村）           | （全12村）           |                       |                      |
| 和歌山県 | 近畿地方   | ※北山村の1村のみ     | ※北山村の1村のみ     |                       |                      |
|          | 中国地方   | 鳥取県               | そん                 | ※日吉津村の1村のみ    | ※日吉津村の1村のみ   |
| 島根県   | 中国地方   | むら                 | ※知夫村の1村のみ     | ※知夫村の1村のみ      |                      |
| 岡山県   | 中国地方   | そん                 | （全2村）            | （全2村）             |                      |
|          | 四国地方   | そん                 | 徳島県               | ※佐那河内村の1村のみ  | ※佐那河内村の1村のみ |
| 高知県   | 四国地方   | むら                 | （全6村）            | （全6村）             |                      |
|          | 九州地方   | むら                 | 福岡県               | （全2村）             | （全2村）            |
| 熊本県   | 九州地方   | むら                 | （全8村）            | （全8村）             |                      |
| 大分県   | 九州地方   | むら                 | ※姫島村の1村のみ     | ※姫島村の1村のみ      |                      |
| 宮崎県   | 九州地方   | そん                 | （全3村）            | （全3村）             |                      |
| 鹿児島県 | 九州地方   | 混在                 | むら                 | 三島村・十島村（2村） |                      |
| 鹿児島県 | 九州地方   | 混在                 | そん                 | 大和村・宇検村（2村） |                      |
|          | 沖縄地方   | 沖縄県               | そん                 | （全19村）            | （全19村）           |